# Manuel Gas
Manuel Gas Salvador (Madrid, 5 de septiembre de 1905-Barcelona, 3 de diciembre de 1995) fue un cantante de zarzuela y ópera y actor español que participó en alrededor de una sesentena de títulos, entre películas y esporádicamente en series de televisión, entre las décadas de 1950 y 1980. 

## Biografía
Aunque nació en Madrid, siendo muy pequeño, su familia se trasladó a Barcelona, donde transcurrió la mayor parte de su vida.
Se aficionó a la música, de adolescente, escuchando piezas de zarzuela en el barcelonés Teatro Victoria. Comenzó sus estudios de canto en el Conservatorio del Liceo, hasta que tras prepararse concienzudamente, uno de sus profesores le consiguió un papel.
Debutó con la ópera La favorita de Donizetti en el teatro Goya de Barcelona, y repitió la misma obra en el Olimpia, acompañado esta vez de un tenor reconocido, Hipólito Lázaro. Como otros tantos, viajó a la ciudad santuario de la ópera, Milán, para corroborar allí su talento.
Interpretó en el Teatro de Como El barbero de Sevilla de Rossini, Carmen de Bizet, Lucia de Lamemoor, La resurrección de Lázaro y, de nuevo, La favorita'.
En 1935 volvió a España contratado por el Liceo y, más tarde, por el Teatro Tívoli; ambos teatros barceloneses fueron sus más habituales escenarios durante los años de la Guerra Civil. De esta época fueron algunos de sus triunfos más recordados: La fuerza del destino, Aida, ambas de Verdi, El barbero o La princesa Margarita.
En el género de la zarzuela se estrenó en 1940 con La tabernera del puerto de Sorozábal. Con esta obra se presentó en diversas ciudades, entre ellas Madrid, Barcelona y Palma de Mallorca. A partir de entonces se convirtió en uno de los más destacados intérpretes del repertorio del famoso compositor.
En 1942 actuó en el Coliseum de Barcelona con la opereta Black el payaso, y en los años siguientes estrenó dos populares sainetes de Sorozábal: Don Manolito, con Pepita Embil y Antonio Medio, en el Teatro Reina Victoria, y La eterna canción, que también estrenó en Buenos Aires. Durante esta década no deja de prodigarse en la ópera, de entre las que sobresale Norma de Bellini, junto a Maria Caniglia.
A comienzos de la década de 1950 creó con otros compañeros de profesión varias compañías de ópera y zarzuela; una de ellas, con el nombre de "Tomás Bretón", junto a Alberto Aguilá y Tomás Álvarez, obtuvo grandes éxitos y duró más una década.
En esa misma década inició su carrera cinematográfica, que se prolongó durante los siguientes treinta años y sumó casi la sesentena de títulos en su haber.
Su carrera lírica finalizó tras actuar la temporada 1972-1973 en el Teatro Español de Barcelona y la cinematográfica en 1981 con la película Su majestad la risa.

## Filmografía completa
- Brigada criminal (1950)
- Almas en peligro (1952)
- El Judas (1952)
- Bronce y luna (1953)
- El sistema Pelegrín (1952)
- Mercado prohibido (1952)
- Persecución en Madrid (1952)
- Fantasía española (1953)
- El fugitivo de Amberes (1954)
- El presidio (1954)
- La canción del penal (1954)
- Sor Angélica (1954)
- Sucedió en mi aldea (1954)
- La melodía misteriosa (1955)
- Los agentes del quinto grupo (1955)
- Pleito de sangre (1955)
- Yo maté (1955)
- Escuela de Periodismo (1956)
- La pecadora (1956)
- Los ojos en las manos (1956)
- El azar se divierte (1957)
- El amor empieza en sábado (1958)
- El Niño de las Monjas (1958)
- Los cobardes (1959)
- Botón de ancla en color (1961)
- Las travesuras de Morucha (1962)
- Eva 63 (1963)
- José María (1963)
- Llegar a más (1963)
- Pacto de silencio (1963)
- Rififí en la ciudad (1963)
- Un puente sobre el tiempo (1964)
- Flor salvaje (1965)
- Historias de la televisión (1965)
- El primer cuartel (1966)
- Los chicos del Preu (1967)
- Elisabet (1968)
- De picos pardos a la ciudad (1969)
- Españolear (1969)
- La banda de los tres crisantemos (1969)
- El conde Drácula (1970)
- ¿Quién soy yo? (1970)
- Todos o ninguno (1970)
- El retorno de Clint el solitario (1972)
- Horror Story (1972)
- Judas... ¡Toma tus monedas! (1972)
- El último viaje (1973)
- Primavera mortal (1973)
- La muerte llama a las 10 (1974)
- Metralleta 'Stein' (1974)
- Las largas vacaciones del 36 (1976)
- Cambio de sexo (1977)
- La oscura historia de la prima Montse (1977)
- Vámonos, Bárbara (1978)
- Companys, procés a Catalunya (1979)
- Su majestad la risa (1981)